# Das Haus des Dr. Gaudeamus
Das Haus des Dr. Gaudeamus ist ein vom deutschen Filmexpressionismus inspirierter, österreichischer Stummfilm aus dem Jahre 1921 von und mit Friedrich Fehér. Die Geschichte basiert auf dem Roman “Das Haus ohne Tür und Fenster” (1920) der deutschen Autorin Thea von Harbou. 

## Handlung
Hans Irrgang ist ein begeisterter Bergsteiger. Kurz bevor er seine große Liebe Bettina heiratet, unternehmen die beiden Eheleute in spe eine Wanderung in die Hochalpen. Dabei kommt es zu einem folgenschweren Unglück, infolgedessen Bettina sich beide Beine bricht. Eine vollständige Heilung erweist sich als unmöglich. Die Ehe wird dennoch vollzogen, und das Paar zieht sich in ein eigentümliches Refugium zurück, das als "Haus ohne Tür und Fenster" bezeichnet wird. Einst hatte es ein visionärer und als überspannt geltender Architekt und Freund expressionistischer Formensprache konzipiert. 
In diesem Haus des Dr. Gaudeamus gleitet die Ehe der Irrgangs allmählich in einen unerträglichen Zustand ab, denn die Gattin ist seit dem Beinbruch auf den Rollstuhl angewiesen und macht dem Naturfex ungewollt das Eheleben zur Hölle. Bettina sieht nach einiger Zeit ein, dass ihr Gatte an ihrer Seite verkümmern würde, und ist bereit, ihren Mann ziehen zu lassen. Irrgang geht fort und findet bei seiner Rückkehr eine Sterbende vor, die ihm den Weg zur Tochter des Architekten, seiner einstigen Geliebten weist.

## Produktionsnotizen
Das Haus des Dr. Gaudeamus entstand im Frühjahr 1921 in Wien und wurde dort am 5. September 1921 uraufgeführt. Die deutsche Premiere des Fünfakters fand am 26. Januar 1922 statt. Die Spieldauer ist derzeit unbekannt.
Die Filmbauten orientierten sich, so das Neue Wiener Tagblatt in seiner Ausgabe vom 9. Dezember 1921, an die expressionistischen Dekorationen von Robert Wienes Meisterwerk Das Cabinet des Dr. Caligari, an dem 1919 Fehér als Schauspieler mitgewirkt hatte.

## Kritiken
Das Neue Wiener Tagblatt schrieb: „Ein Film, dessen Tendenzen so stark nach Literatur gravitieren, zudem nach psychologisch-mystischer Richtung, kann selbstverständlich der breiten Masse nicht gar viel bieten. Auch Kammerspiele sind nicht für jedermann geschrieben. Die abgetönte Farbengebung, die der epischen Erzählung eigen ist, mußte der populären Darstellungsmöglichkeit des Films hier im Wege stehen… Das Vorspiel bringt eigenartig schöne Bilder der Hochgebirgswelt. Auch andre Bildeffekte sind künstlerisch und photographisch gut erfaßt. Die Tanzvision des Todes von Byzanz bleibt in Erinnerung. Ein Fehlgriff jedoch, die Vision des Heilands. Unorganisch scheint sie dem Film eingefügt.“